# 1871 en rugby à XV
Cette page présente les faits marquants de l'année 1871 en rugby à XV : les principaux évènements liés au rugby à XV ainsi que les naissances et décès de grandes personnalités de ces sports.

## Événements
De nouvelles règles du rugby sont publiées en 1871 : Laws of Football as played at Rugby School.

### Janvier
- 26 janvier : fondation en Angleterre de la Rugby Football Union par 21 clubs, dont Blackheath, qui participent à cette création. Blackheath était jusque-là membre de la Football Association, mais ce fut le clash face à l’intransigance de la FA quant à l’usage des mains pour porter le ballon prôné par Blackheath. Algernon Rutter en est le président.

### Mars
- 27 mars : la première rencontre internationale de rugby à XV entre l'Angleterre et l'Écosse a lieu à Raeburn Place, situé à Édimbourg, en Écosse[1]. L’Écosse l’emporte 1 à 0 (1 transformation pour 2 essais contre 1 essai non transformé) devant 4 000 personnes[2],[3]. Arbitrée par Hely Hutchinson Almond, elle est disputée par deux équipes de vingt joueurs, en deux mi-temps de 50 minutes. Angus Buchanan devient le premier marqueur d'essai de l'histoire tandis que William Cross devient le premier à inscrire un point grâce à sa transformation.

## Principales naissances
- 15 février : Carlos de Candamo, joueur de rugby à XV, escrimeur et joueur de tennis puis diplomate péruvien. († 16 février 1946).
- 2 mars : William Bancroft, joueur de rugby gallois († 3 mars 1959)
- 16 mars : Frantz Reichel, joueur de rugby français († 24 mars 1932)
- 18 septembre : Ferdy Aston, joueur de rugby à XV anglo-sud-africain († 15 octobre 1926)
- 26 septembre : Sam Lee, joueur de rugby à XV irlandais († 4 janvier 1944)
- 3 novembre : Owen Badger, joueur de rugby à XV gallois († 17 mars 1939).